# My One and Only Thrill
Albums de Melody Gardot
Live from SoHo
(2009) The Absence
(2012)
My One and Only Thrill est un album de jazz et de blues de la chanteuse américaine Melody Gardot sorti en 2009.

## Historique

### Enregistrement et production
L'album My One and Only Thrill est enregistré au studio Sage & Sound à Hollywood et au studio Market Street à Santa Monica en Californie aux États-Unis par l'ingénieur du son Helik Hadar,.
Les cordes sont enregistrées sous la direction de Vince Mendoza aux studios Capitol, à Los Angeles, des studios que Frank Sinatra a jadis fréquentés,,.
L'album est produit par Larry Klein,,,.
Le mixage est effectué par Al Schmitt assisté de Steve Genewick aux studios Capitol et la mastérisation (matriçage) est réalisée par Bernie Grundman au studio Bernie Grundman Mastering à Hollywood.

### Publication
L'album My One and Only Thrill sort en 2009 en compact disc aux États-Unis uniquement sur label Verve Records mais il sort dans le monde sur plusieurs labels différents : Verve, Universal Music, Universal Music Classics & Jazz, UCJ Music, Decca, STARCD, Boutique,,.
Il est également publié la même année en disque vinyle par Verve aux États-Unis et par Verve, Universal Music et UCJ Music en Europe.
Le design de la pochette est l'œuvre de Kayumi Matsumoto, la photographie de la pochette est de Nicholas Jbara et les photos de l'intérieur sont de Nicholas Jbara et de Shervin Lainez.

## Accueil critique
Le site AllMusic attribue 4 étoiles à l'album My One and Only Thrill. Le critique Stephen Thomas Erlewine d'AllMusic souligne que « Le deuxième album de Gardot prouve que le premier n'était pas un coup de chance ; il ne s'appuie pas tant sur le premier album qu'il en maintient la qualité. Comme auparavant, My One and Only Thrill est principalement composé de titres originaux de Gardot (à l'exception d'une belle version de Over the Rainbow qui clôt l'album) qui mêlent harmonieusement jazz blues sensuel et nocturne, introspection de chanteuse/compositrice et mélodies pop sophistiquées. My One and Only Thrill met davantage en valeur les qualités de chanteuse de Gardot, donnant davantage l'impression d'un album de jazz que son prédécesseur, grâce à son atmosphère langoureuse et au phrasé de Gardot, qui allonge élégamment ses mélodies et se glisse dans le scat. Il s'agit là de progressions légères et subtiles, mais ce qui impressionne, c'est à quel point My One and Only Thrill tient les promesses de son premier album, offrant un autre album aussi enchanteur par le son que par le contenu. ».
Pour Michael Quinn, de la BBC, « My One and Only Thrill est la suite envoûtante du premier album captivant de Gardot, Worrisome Heart, et confirme avec éloquence son talent exceptionnel de compositrice dotée d'une voix véritablement sublime. Le mélange naturel de jazz nocturne aux contours doux et de blues calme et introspectif de Gardot est magnifiquement mis en valeur tout au long de l'album. ». Et Quinn de conclure : « Nous ne sommes peut-être qu'en mars, mais cet album est déjà l'un des meilleurs de 2009. Des talents comme Melody Gardot sont trop rares. Maintenant qu'elle est là, il faut la chérir. ».
Pour John Fordham, du journal The Guardian, « Cette suite à son album à succès Worrisome Heart est principalement composée de morceaux originaux mélancoliques, parfois accompagnés de cordes, bien que Somewhere Over the Rainbow présente quelques variations dans la mélodie et un groove latin. On trouve plusieurs courts solos de cuivres (dont le plus efficace est celui du saxophoniste alto Gary Foster), tandis que les morceaux plus terre-à-terre ont un côté bluesy captivant à la Cassandra Wilson ou un côté bruyant à la Nouvelle-Orléans (Your Heart Is Black As Night). Le morceau titre est un véhicule convaincant pour la tendance de Gardot à chanter comme si elle craignait de troubler l'air. Certains pourraient trouver un peu agaçants son attitude « je ferai tout pour toi » et le roulement de ses R dans ses scats modestes occasionnels, mais à son meilleur, elle est poignante et honnête, et possède une voix et une histoire qui lui sont propres. ».
Ian Patterson, du site All About Jazz, ne tarit pas d'éloges : « Le vieux dicton « S'en tenir à ce que l'on connaît » a porté ses fruits pour Melody Gardot , qui, en écrivant ses propres chansons, a pu exprimer pleinement son immense talent. À l'exception d'une œuvre non originale (un Somewhere Over the Rainbow aux accents brésiliens), ces chansons, écrites par elle-même, démontrent que Gardot est une poète débordante de lyrisme et une chanteuse de ballades d'une grande classe, relevée de panache. La voix de Gardot est la sienne, mais elle révèle l'intimité de Peggy Lee , la sensualité de Julie London et le blues mondain de Billie Holiday. ».
Il en va de même pour Nate Chinen du New York Times : « Elle a un don pour le mélodramatique, mais aussi pour une sorte de minimalisme : elle connaît le pouvoir des gestes modestes et des inflexions significatives. La brume et les ombres sont presque visibles dans certaines de ces chansons, que Mme Gardot interprète soit avec un combo jazz bien élevé, soit avec un rideau scintillant de cordes. Les orchestrations sont signées Vince Mendoza, un habitué de la galanterie sensuelle. Elle chante avec intelligence et ingéniosité, évoluant dans son registre médium enfumé avec un vibrato frémissant. Tout dans son style est vintage, inspiré des chanteurs du répertoire américain et des héroïnes de la chanson française. ».
Quant au site Paris Move, il souligne « une voix limpide et cristalline, lumineuse, éblouissante, divine. Une voix qui ne force jamais et qui semble couler comme l'eau pure entre les rochers ; une voix qui vous perfore le cœur, vous le fait saigner pour mieux vous soigner, vous bercer, vous charmer à nouveau. Sublime, tout simplement. ».

## Liste des morceaux
Tous les morceaux sont de la main de Melody Gardot sauf Over the Rainbow.
| 1.    | Baby I'm a Fool                              |                             | 3:30 |
| 2.    | If the Stars Were Mine                       |                             | 2:48 |
| 3.    | Who Will Comfort Me                          |                             | 4:56 |
| 4.    | Your Heart Is as Black as Night              |                             | 2:45 |
| 5.    | Lover Undercover                             |                             | 4:25 |
| 6.    | Our Love Is Easy                             | Melody Gardot, Jesse Harris | 5:28 |
| 7.    | Les Étoiles                                  |                             | 3:18 |
| 8.    | The Rain                                     | Melody Gardot, Jesse Harris | 3:26 |
| 9.    | My One and Only Thrill                       |                             | 6:11 |
| 10.   | Deep Within the Corners of My Mind           |                             | 4:29 |
| 11.   | Over the Rainbow                             | Harold Arlen, Yip Harburg   | 4:29 |
| 12.   | If the Stars Were Mine (version orchestrale) |                             | 3:13 |
| 48:58 |                                              |                             |      |

## Musiciens
- Melody Gardot : guitare, piano, chant
- Gary Foster : saxophone alto
- Bryan Rogers : saxophone ténor, chœurs
- Larry Goldings : orgue Hammond B3
- Patrick Hughes : trompette, chœurs
- Andy Martin : trombone
- Behn Gillece : vibraphone
- Nico Abondolo : contrebasse
- Drew Dembowski : contrebasse
- Larry Klein : basse, chœurs
- Ken Pendergast : basse, chœurs
- Vinnie Colaiuta : batterie
- Charlie Patierno : batterie, chœurs
- Paulinho Da Costa : percussions